# Zuni Folding-Fin Aircraft Rocket
Zuni Folding-Fin Aircraft Rocket (Zuni FFAR) – pocisk lotniczy o składanych stabilizatorach – niekierowany pocisk rakietowy klasy powietrze-ziemia, kalibru 127 mm (5 cali), używany przez siły zbrojne USA; następca pocisku HVAR. Może być wyposażony w różnorodne głowice, w tym zawierające metalizowane paski do zakłócania pracy radarów (ang. chaff). Pocisk Zuni najczęściej odpala się z wyrzutni LAU-10. Obecna wersja, MK 71, ma kaliber 130 mm (5,12 cala). Uwaga: nie ma stałego oznaczenia dla pocisku Zuni, numery wersji zazwyczaj oznaczają wersję silnika.
W 1967 przypadkowe (w wyniku zwarcia) odpalenie rakiety MK-32 Zuni spowodowało katastrofalny pożar na lotniskowcu USS „Forrestal”, w wyniku którego zginęło 134 marynarzy. Jednym z ocalałych (uciekł z płonącego samolotu przeskakując nad rozlanym paliwem) był John McCain. Dwa lata później pożar na USS „Enterprise”, też spowodowany przez wadliwy pocisk Zuni, spowodował śmierć 27 ludzi.
Podczas inwazji Rosji na Ukrainę, na początku 2023 roku wyrzutnie rakiet Zuni zostały przekazane przez USA Ukrainie i zintegrowane z poradzieckimi samolotami Su-25

## Przypisy

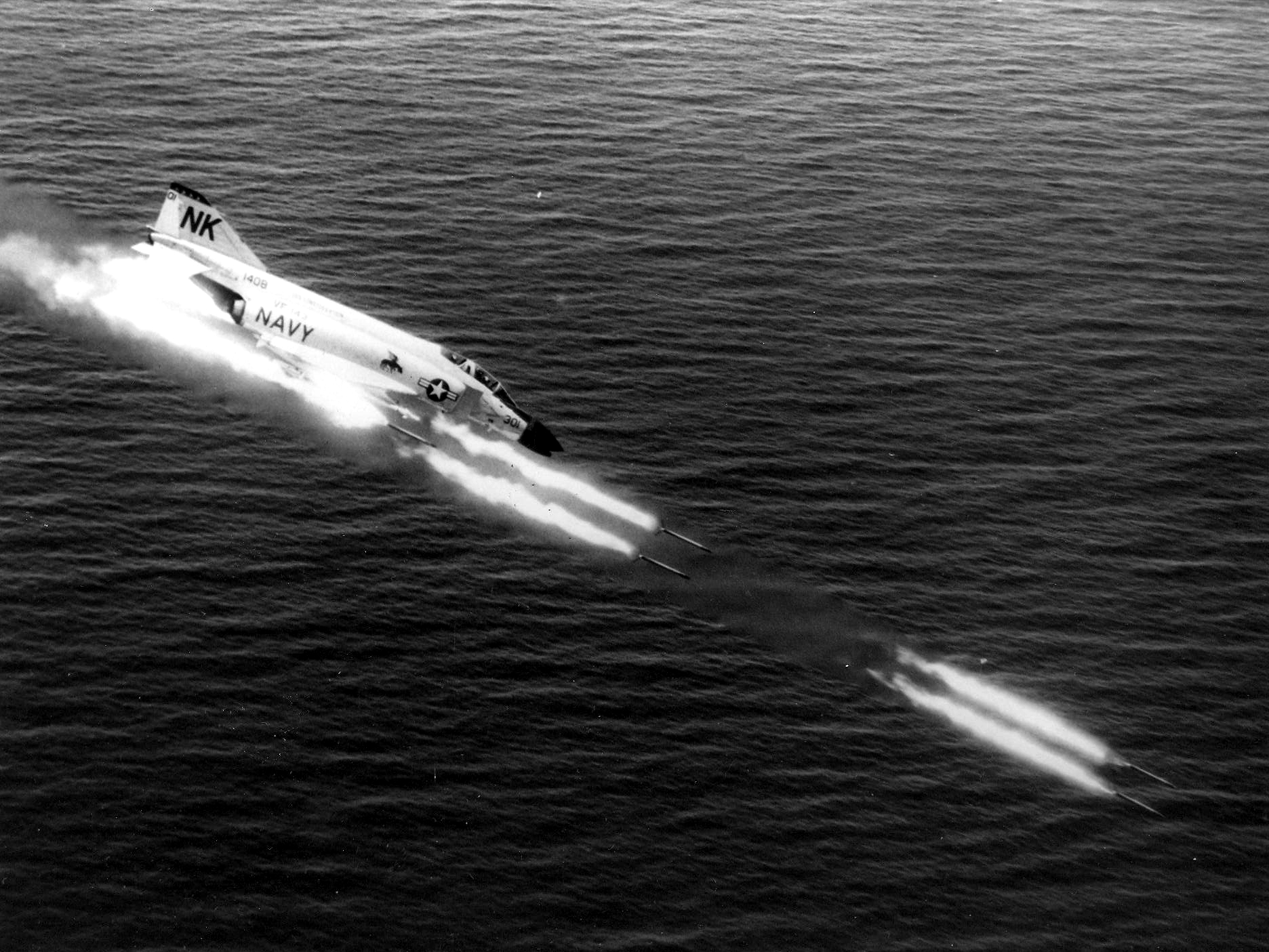
F-4 Phantom wystrzeliwujący pociski Zuni